# Marble Bar
Marble Bar – miasto w Australii, w stanie Australia Zachodnia.